# NGC 4387
NGC 4387 este o galaxie eliptică situată în constelația Fecioara. A fost descoperită în 17 aprilie 1784 de către William Herschel. Se află la o distanță de 16,9 megaparseci de Pământ.